# CRH380C
CRH380C형 전철(중국어: CRH380C型电力动车组)은 중국고속철도 CRH3과 CRH380B를 기반으로 시속 최고 영업 속도 380km를 목표로 만들어진 고속철도 차량으로 허셰호(중국어: 和諧号)로 불린다.

## 개요
당초 CRH380D로 지정했으나 봄바디어 제피로 차량이 CRH380D로 지정되면서 현재의 명칭으로 변경했다. 또한 이 차량은 히타치 제작소에서 전기 장비를 제작해 장착했다. 16량 편성으로 CRH380CL로 구분된다. 생산은 베이차창춘이 담당하여 2011년에 최초로 제작에 들어갔고 2013년에 영업 운전을 시작하였다. 이전에 주문한 CRH380BL 25편성을 대체하기 위해 25편성 16량을 차종 변경과 동시에 발주했다.

## 세부 모델

### CRH380CL
CRH380CL형 전철(중국어: CRH380CL型电力动车组)은 2011년부터 2013년까지 순차별로 도입된 고속철도 열차로 총 25편성으로 구성되었다. 전 차량 CRRC 창춘이 제작되었고 견인 시스템의 경우 일본 히타치 제작소에서 제작되었다. 당초 6300번대로
열차 번호가 부여되었고 CRH380C 명칭으로 불렀지만 2014년 7월 1일에 CRH380CL 명칭 변경 및 5600번대로 변경되면서 현재에 이르고 있다.

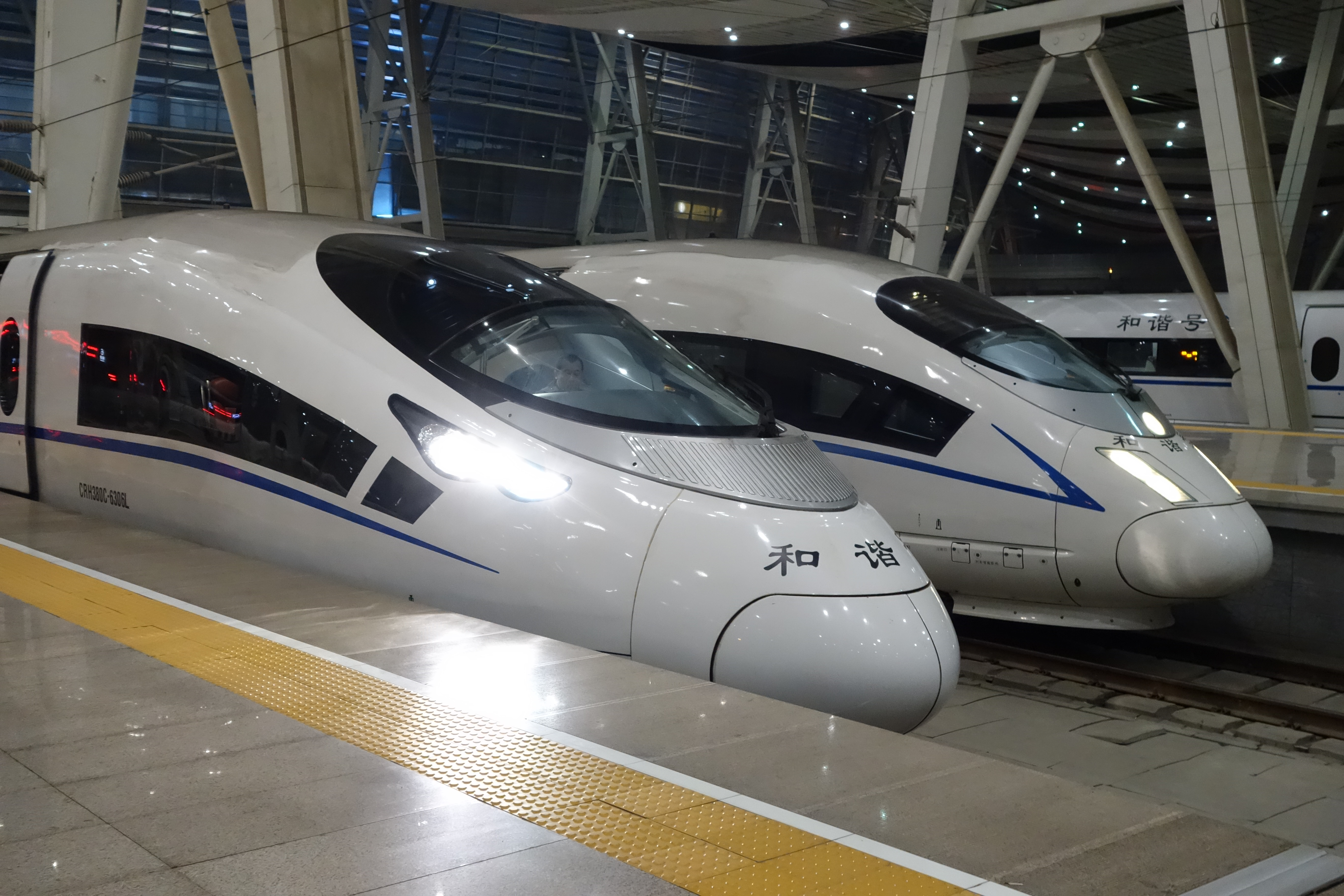
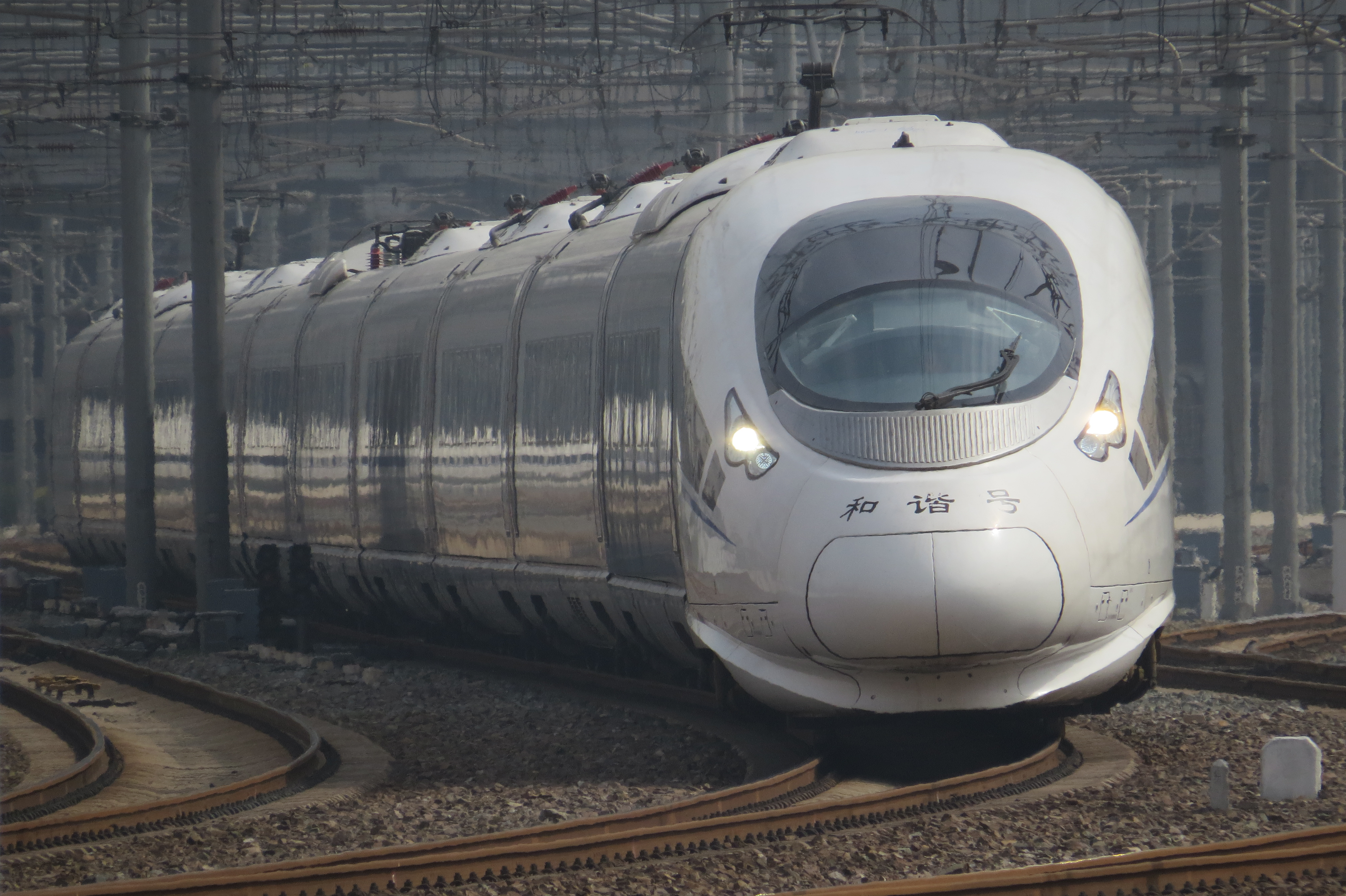
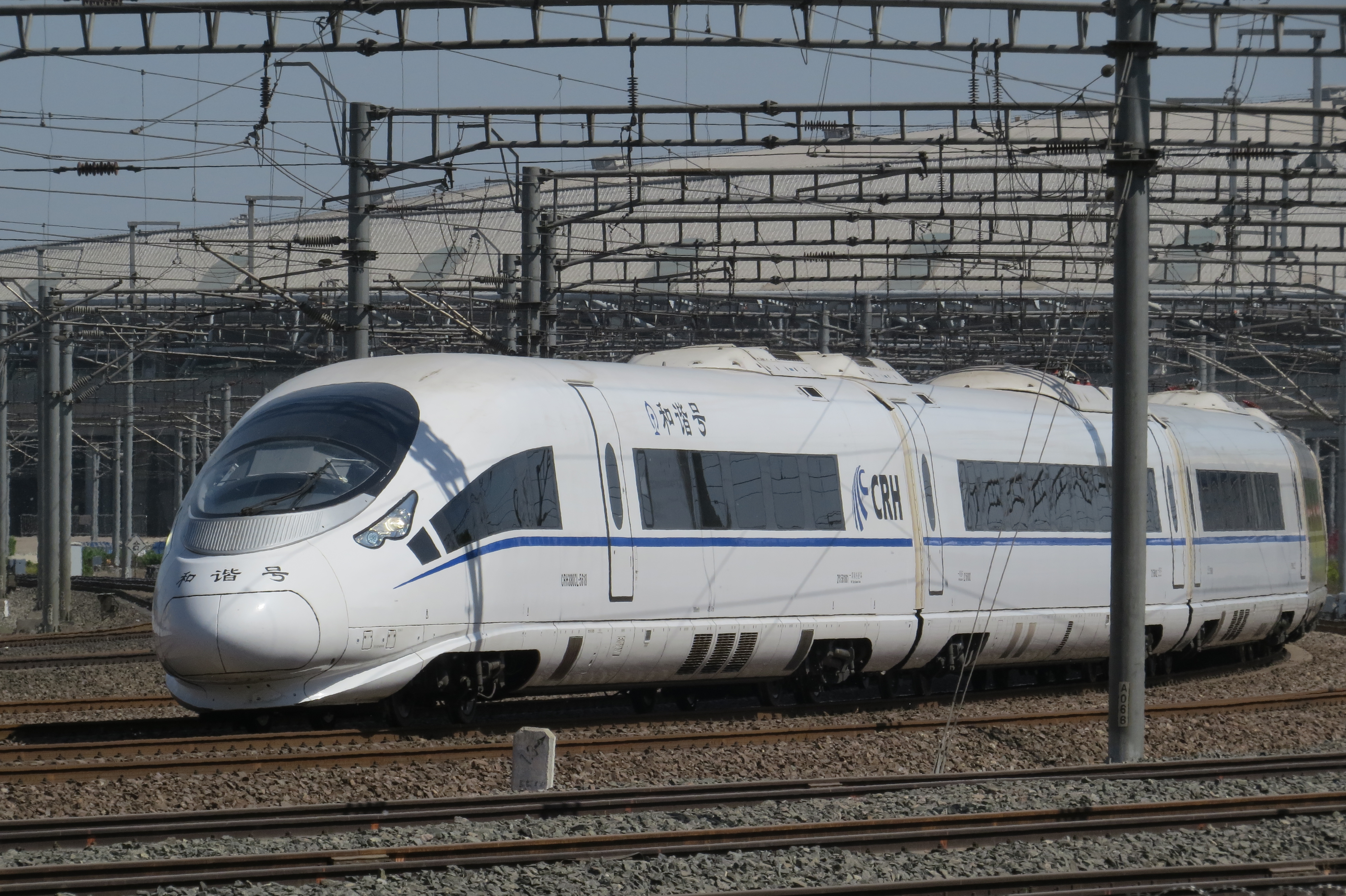

## 객차 구성
- CRH380CL은 8개의 코치가 있으며 구성은 다음과 같다.

차량 대상
- M - M차량
- T - T차량
- C - 운전실
- P - 팬터그래프

코치 유형
- SW - 비즈니스 클래스 코치
- ZY - 퍼스트 클래스 코치
- ZE - 세컨드 클래스 코치
- CA - 뷔페차
- ZEC - 세컨드 클래스 코치 / 뷔페차
- ZYG - 퍼스트 클래스 코치 / 전망대
- ZEG - 세컨드 클래스 코치 / 전망대
- ZYT - 퍼스트 클래스 / 프리미엄 코치
- ZET - 세컨드 클래스 / 프리미엄 코치
- ZYS - 퍼스트 클래스 / 비지니스 코치
- ZES - 세컨드 클래스 / 비지니스 코치

| 호차      | 1     | 2     | 3     | 4     | 5     | 6     | 7     | 8     | 9     | 10    | 11    | 12    | 13    | 14    | 15    | 16    |
| 유형 1    | ZYG   | ZY    | SW    | ZY    | ZE    | ZE    | ZE    | ZE    | CA    | ZE    | ZE    | ZE    | ZE    | ZE    | ZE    | ZYG   |
| 유형 2    | ZYS   | ZY    | ZY    | ZE    | ZE    | ZE    | ZE    | ZE    | CA    | ZE    | ZE    | ZE    | ZE    | ZE    | ZE    | ZYS   |
| 차량 구성 | MC    | TP    | M     | T     | T     | M     | TP    | M     | M     | TP    | M     | T     | T     | M     | TP    | MC    |
| 차량 장치 | 1호기 | 1호기 | 1호기 | 1호기 | 2호기 | 2호기 | 2호기 | 2호기 | 3호기 | 3호기 | 3호기 | 3호기 | 4호기 | 4호기 | 4호기 | 4호기 |
| 좌석1     | 2+37  | 56    | 24    | 56    | 71    | 80    | 80    | 80    |       | 80    | 80    | 80    | 80    | 80    | 80    | 2+37  |
| 좌석2     | 3+13  | 56    | 56    | 80    | 71    | 80    | 80    | 80    |       | 80    | 80    | 80    | 80    | 80    | 80    | 3+13  |

- ^1  CRH380CL-5601편성만 해당된다.

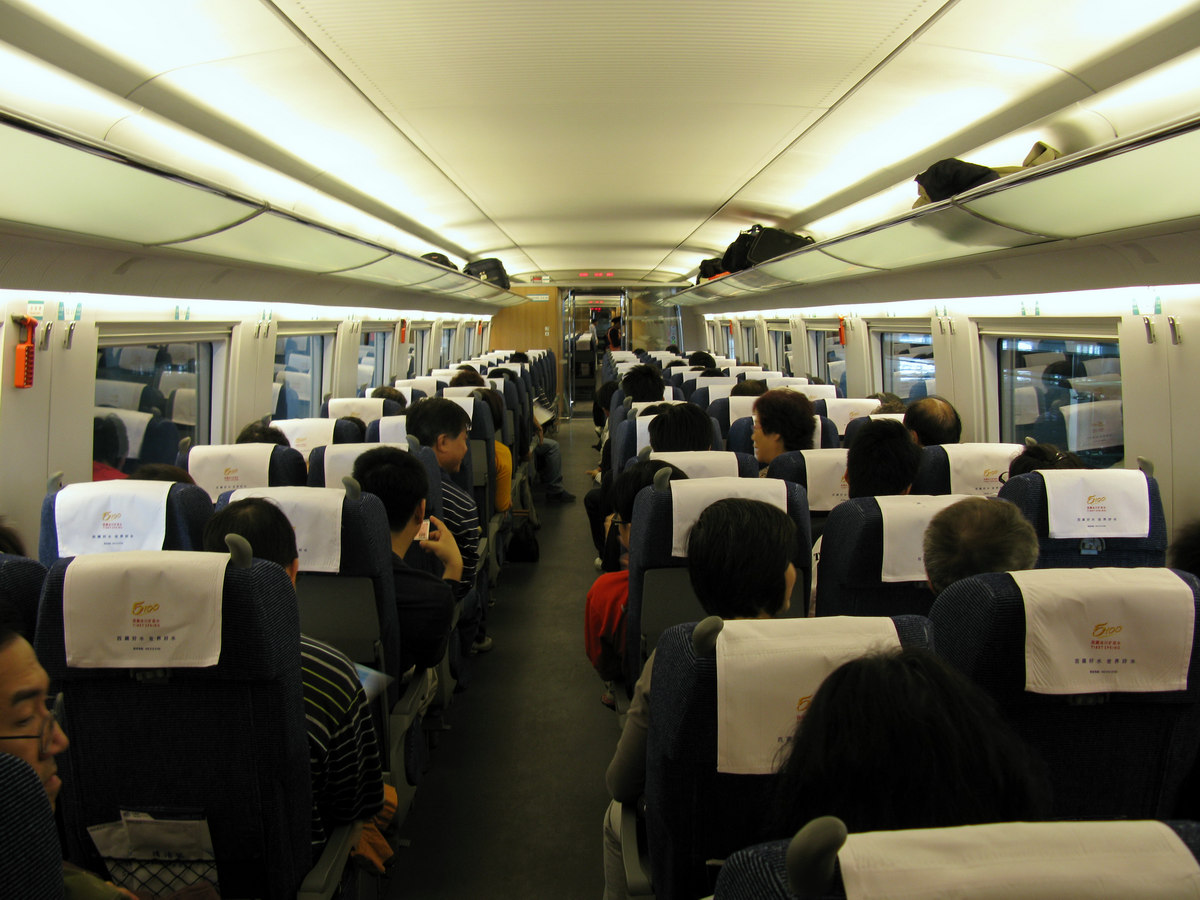
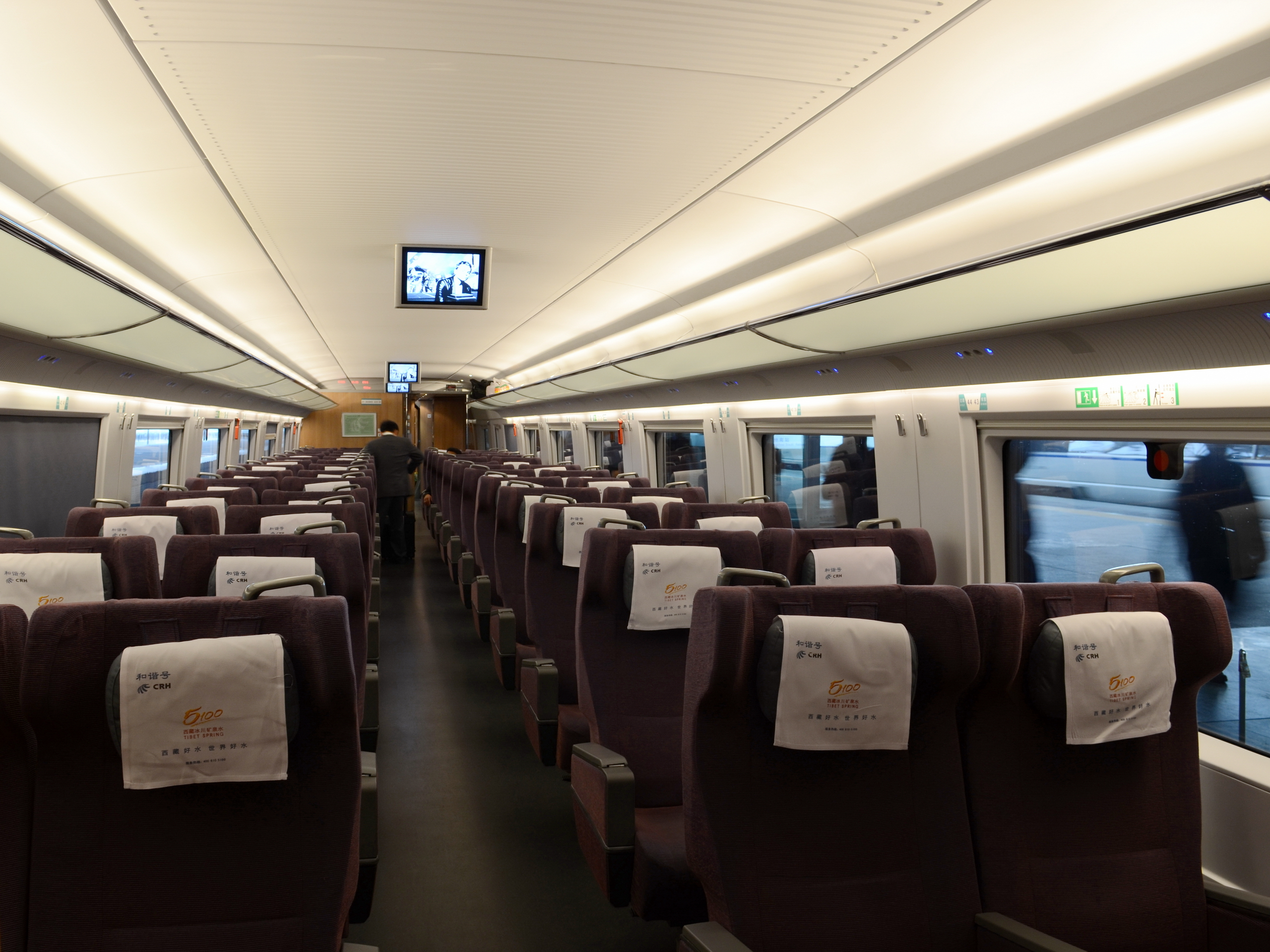
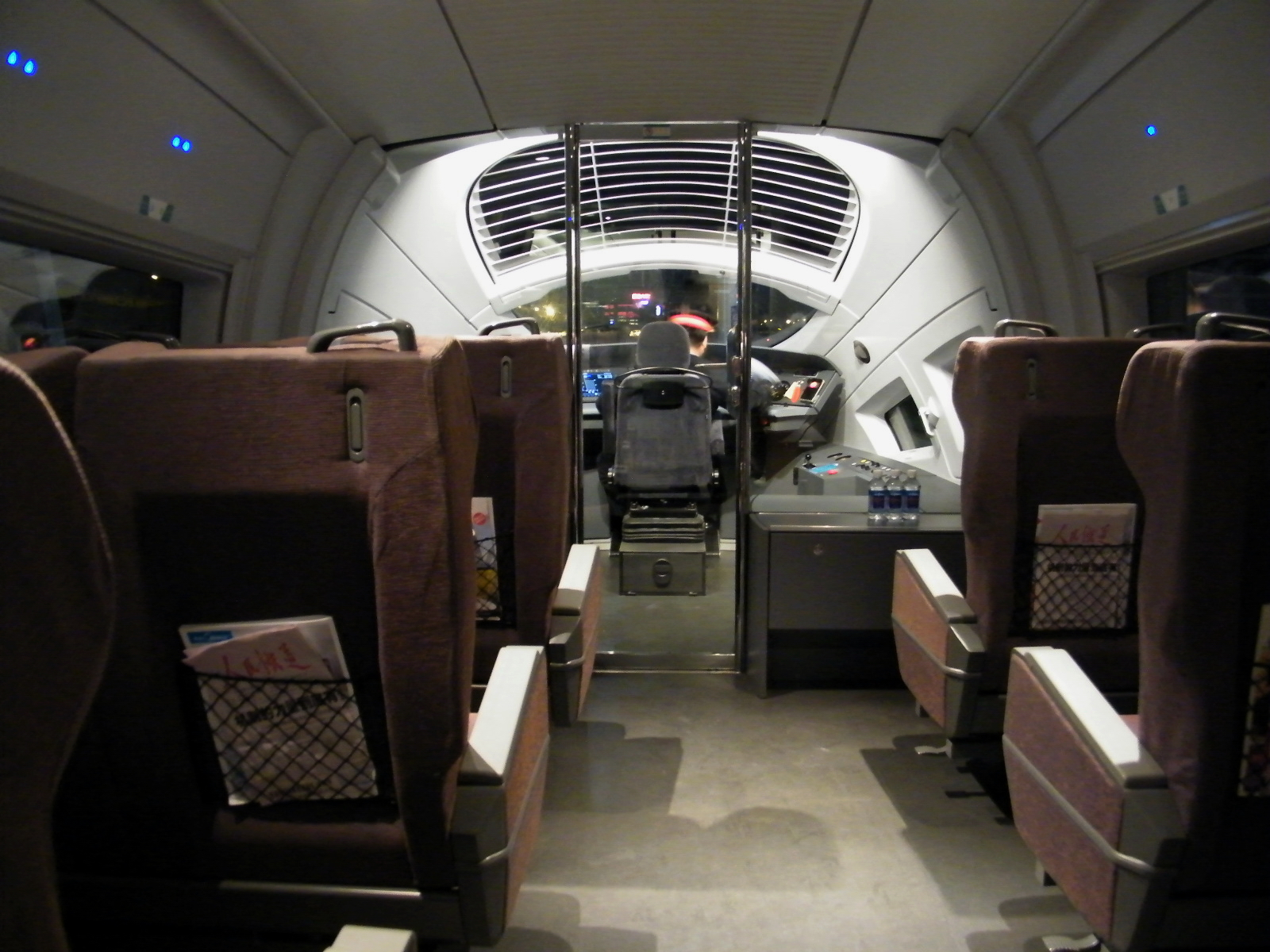

- ^2  CRH380CL-5602 ~ CRH380CL-5625편성까지 해당된다.

## 현황
| CRH380CL      |    |                                                      |  |
| 베이징 철도부 | 12 | CRH380CL-5601, 5603, 5605~5610, 5617~5618, 5620~5621 |  |
| 상하이 철도부 | 13 | CRH380CL-5602, 5604, 5611~5616, 5619, 5622~5625      |  |

## 같이 보기
- 중국고속철도 CRH3
- CRH380A
- MTR CRH380A
- CRH380B
- CRH380D